# Georg Weikert
Georg Weikert (Johann Georg Weikert, Bécs, 1743 vagy 1745 –  Bécs, 1799. február 2.) a késő barokk osztrák portréfestője.

## Élete és pályája
Weikert a híres udvari festő, Martin van Meytens tanítványaként dolgozott a bécsi Habsburg-udvarban, ahol többek között Mária Terézia császárnőről és II. József császárról, Habsburg–Lotaringiai Mária Karolina Lujza főhercegnőről, Lipót toszkánai nagyhercegről és a bécsi nemesség sok tagjáról festett arcképeket. 1766 februárjában és 1777 januárjában Brixen püspökének, Leopold von Spaurnak készített négy portréért kapott kifizetést. 1777-ben Weikert fizetést is kapott a bécsújhelyi Theresianum Katonai Akadémia számára készített portréiért. Barátja volt a demokrata Andreas Riedelnek és Franz Hebenstreinek, akiket 1794-ben jakobinusként és árulóként letartóztattak, és akiket szintén megfestett. Riedel portréját Némónak, Hebenstreit portréját Homónak nevezte. Letartóztatásuk után eltűntek ezek a képek, amelyek Andreas Riedel szalonja falain függtek.

## Műveiből
Georg Weikert portréi ma már nagyrészt az Osztrák Köztársaság állami tulajdonában és gyűjteményeiben vannak, mint például a Belvedere Osztrák Galéria, a Bécsi Szépművészeti Múzeum és a Bécsi Hadtörténeti Múzeum. Festményei a Greillenstein-palotában, a Schönbrunni-kastélyban és a bécsi Hofburgban is láthatók.
- II. József császár portréja, olaj, vászon, dátum nélküli, 150 × 121 cm, Bécsi Hadtörténeti Múzeum, Bécs[6]
- Hermengilde Liechtenstein portréja, olaj, vászon, 1784, 235 × 164 cm, Esterházy-kastély, Kismarton
- József főherceg és Mária Jozefa bajor hercegnö esküvője, 1765, olaj, vászon, 183 × 145 cm, Versailles-i kastély
- Elizabeth Waldstein-Wartenberg portréja, 1789, olaj, vászon, 225 × 149 cm, Magyar Nemzeti Múzeum, Budapest
- Hadik András tábornagy portréja, 1783, olaj, vászon, Budapest
- Il Parnaso confuso (Gluck azonos című Szerenádjának előadása 1765-ben), 1778, olaj, vászon, 220 × 212 cm, Versailles-i palota

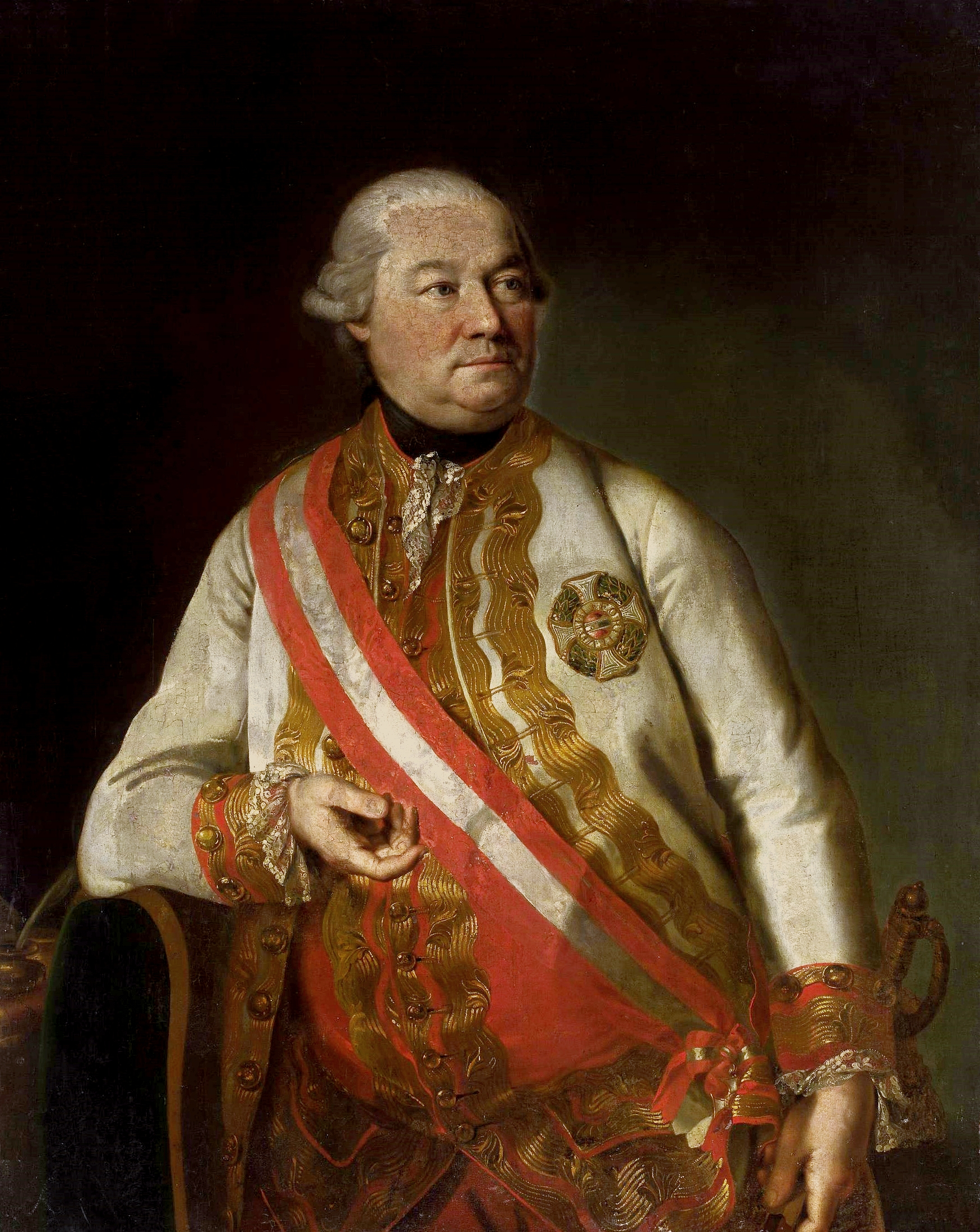
Hadik András tábornagy portréja, 1783
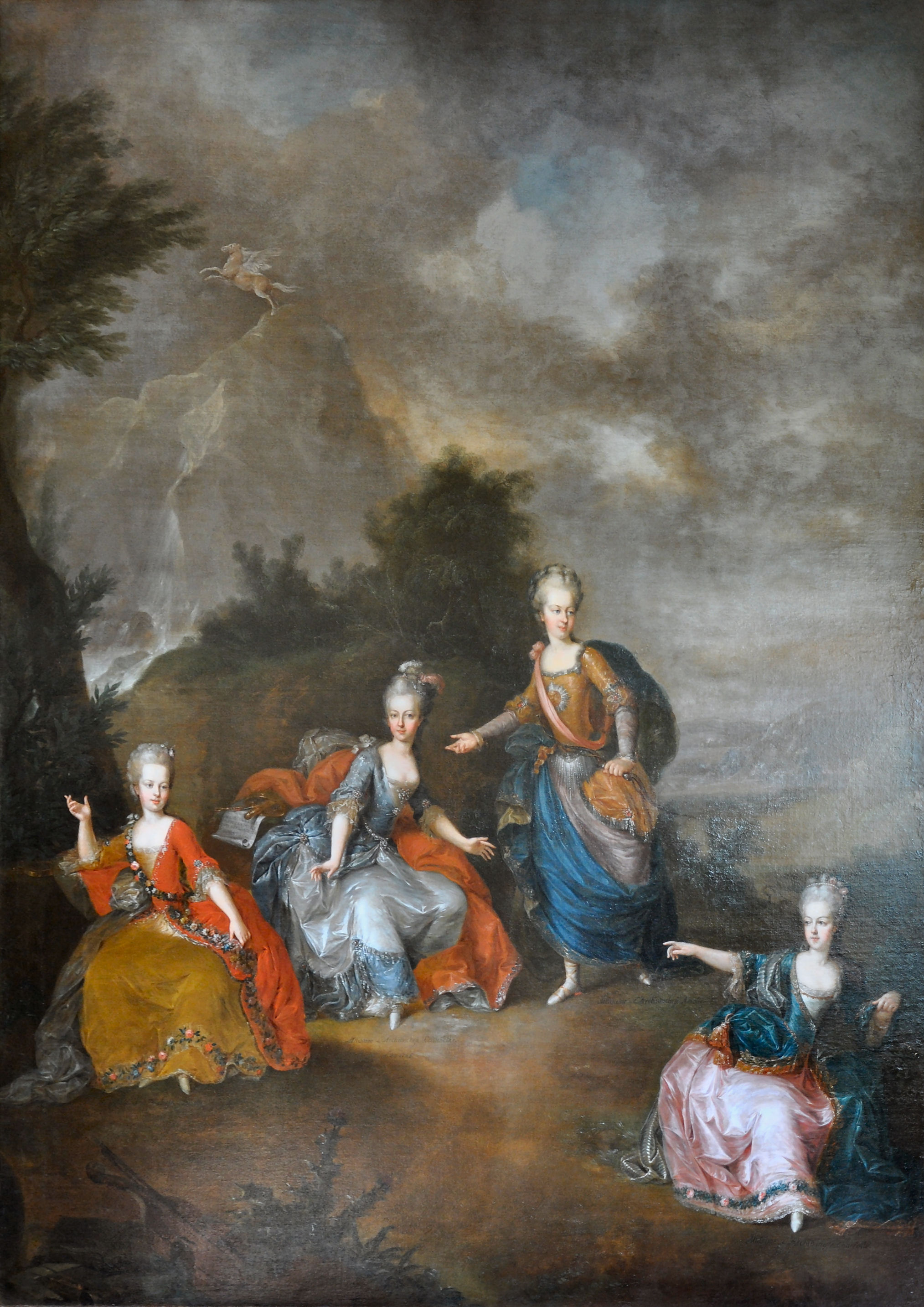
Il Parnaso confuso, 1778
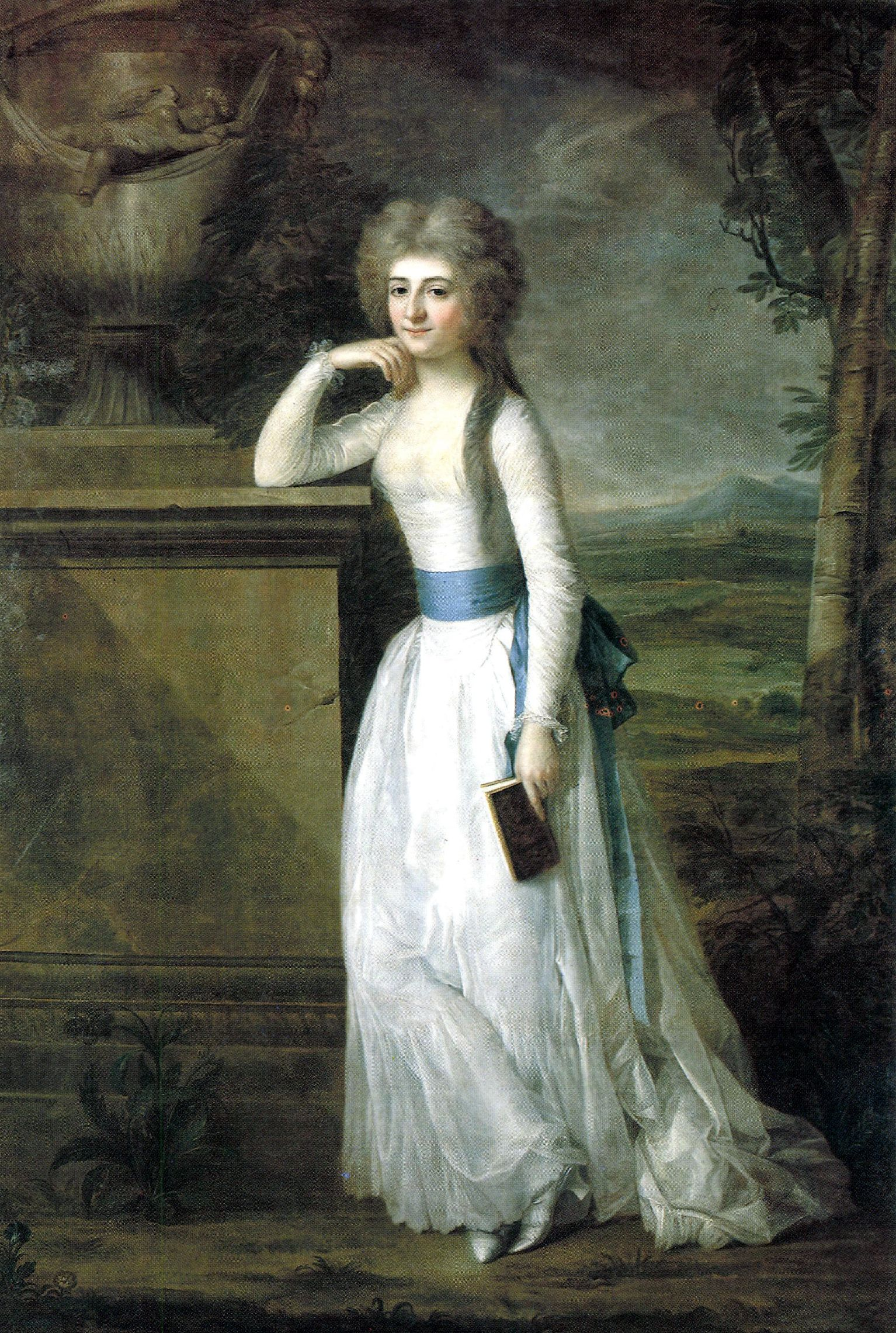
Elizabeth Waldstein-Wartenberg portréja, 1789
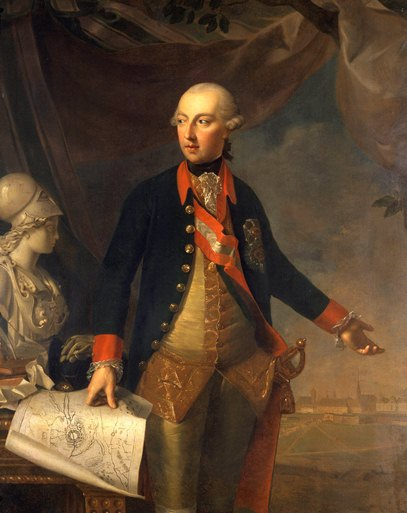
II. József császár portréja, 1780–90 között (Bécsi Hadtörténeti Múzeum)
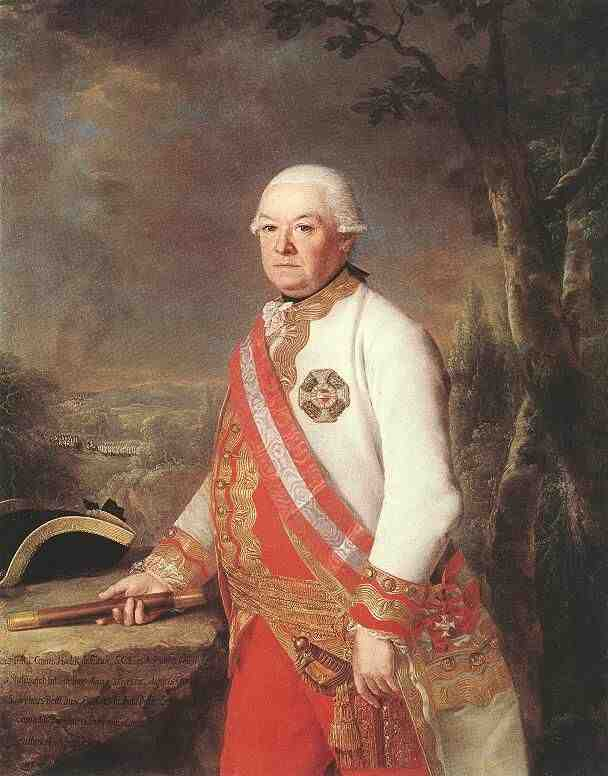
Hadik András, 1783

## Fordítás
- Ez a szócikk részben vagy egészben  a   Georg Weikert című német Wikipédia-szócikk ezen változatának fordításán alapul.  Az eredeti cikk szerkesztőit annak laptörténete sorolja fel. Ez a jelzés csupán a megfogalmazás eredetét és a szerzői jogokat jelzi, nem szolgál a cikkben szereplő információk forrásmegjelöléseként.